# Kiss Benke György
Kiss Benke György, családi nevén Kiss (Marosvásárhely, 1927. október 23. – Bukarest, 1960. december 22.) újságíró, lapszerkesztő. Kiss Éva énekesnő atyja.

## Életútja
Középiskoláit szülővárosában a Református Kollégiumban végezte. A marosvásárhelyi Cukorgyárban munkás, majd újságíró. Első cikkét a székelyföldi MNSZ-lap, a Népújság közölte (1949). Az 1950-es években a fővárosi Művelődési Útmutató, ill. Művelődés főszerkesztője lett, maga köré gyűjtve írókat, művészeket (Balla Károly, Kacsir Mária, Majtényi Erik, Szász János), köztük olyanokat is (Marosi Ildikó, Méhes György, Páll Árpád, Zoltán Aladár), akiket ezen idők politikai nyomása háttérbe szorított.